# Jonas Saxton
Jonas Saxton (Chicago, 1961) is een Amerikaanse golfprofessional, die sinds 1986 in Nederland woont.

## Amateur
Saxton studeerde aan de Universiteit van Virginia, werkte daarna als accountant en speelde golf in zijn vrije tijd. Hij was lid van de Greenwich Country Club in Connecticut. In 1983 was hij MGA Speler van het Jaar.
In 1984 won hij met Tom Hamilton de British Victory.

### Gewonnen
- 1981: Westchester Amateur, Ike Championship
- 1982: Westchester Amateur
- 1983: Westchester Amateur, Ike Championship, Connecticut Amateur
- 1984: Westchester Amateur, Ike Championship po

## Professional
Omdat hij met een Nederlandse was getrouwd, kwam hij in Nederland wonen. Hij werd assistent-pro op Golfclub de Haar. Sinds 1990 is hij de pro op Golfclub Houtrak.
In 1998 won hij het Neuchâtel Open, dat later deel uit ging maken van de Challenge Tour. Daarna won hij driemaal het Nationaal Open, driemaal de NK Matchplay op Geijsteren en driemaal de Nederlandse Order of Merit.

### Gewonnen
- 1988: Neuchâtel Open
- 1989: Nationaal Open
- 1990: Nationaal Open
- 1991: Nationaal Open, NK Matchplay
- 1993: NK Matchplay
- 1995: NK Matchplay

### Coach
Saxton is bij de Nederlandse Golf Federatie de coach van de B-selectie jongens, samen met Joost Steenkamer 

In 2003 werd Saxton de coach van Robin Swane.
In 1997 was hij een van de vier oprichters van golforganisatie 'Made in Scotland'. Jonas Saxton is de vader van Reinier Saxton.